# Kevin Custovic
Kevin Custovic, född 3 februari 2000, är en svensk fotbollsspelare som spelar för Varbergs BoIS.

## Klubblagskarriär
Kevin Custovic moderklubb är Gideonsbergs IF. Han spelade även ungdomsfotboll i Västerås IK och Skiljebo SK innan han flyttade till IFK Västerås som 16-åring och började spela A-lagsfotboll i division 4.

### Västerås SK
Sommaren 2017 skrev Custovic på ett tre och ett halvt år långt kontrakt med stadens stora klubb, Västerås SK. Han blev därmed första 2000-talist i deras A-lagstrupp.
Kort därefter debuterade Custovic i Ettan Norra, då han stod för ett inhopp i 1-2-förlusten mot Umeå FC den 16 juli 2017. Klubbytet medförde även ett positionsbyte. Efter att tidigare främst ha spelat innermittfältare skolades Custovic om till högerback efter flytten till Västerås SK.
Säsongen 2018 var Custovic med om att vinna Ettan Norra, då Västerås SK tog steget upp till Superettan. Annars var speltiden mager under de första säsongerna. Hösten 2018 spenderade Custovic på lån hos Skiljebo SK i Division 2 Norra Svealand medan han året därpå hade lånesejourer hos både Enköpings SK och Nyköpings BIS.
Kevin Custovic etablerade sig därefter i Västerås SK säsongen 2020. Året började dock skrämmande. På träningslägret i Spanien i februari föll Custovic ihop med bröstsmärtor, något han senare förklarade berodde på ett chockanfall. Han tog sig tillbaka och i premiären av Superettan debuterade han i den näst högsta serien, då han fanns med från start i 1-0-segern mot AFC Eskilstuna den 16 juni 2020. Dagen därpå förlängde han sitt kontrakt över säsongen 2022. I samband med att han slog sig in i Västerås SK skolades Custovic på nytt om, till sin tidigare position som defensiv mittfältare.

### Vejle BK
Sommaren 2021 sålde Västerås SK Custovic till Vejle BK i danska högstaligan. Mittfältaren debuterade i Superligaen i premiären mot Randers FC den 18 juli 2021. Debuten i sig blev mardrömslik, då Vejle BK förlorade med 0-2 och Custovic själv blev utbytt efter 36 minuters spel. Förklaringen till det tidiga bytet var att tränaren ansåg att Custovic hade problem att hantera saker i rätt tempo.
Den 11 augusti 2022 lånades Custovic ut till Örebro SK på ett låneavtal över resten av säsongen. Han gjorde ett mål på 12 tävlingsmatcher under sin tid i Örebro. I januari 2023 lånades Custovic ut till irländska Cork City på ett säsongslån.

### Koper
Den 31 januari 2024 värvades Custovic av slovenska Koper, där han skrev på ett 1,5-årskontrakt.

### Varbergs BoIS
I juli 2024 blev Custovic klar för Varbergs BoIS.

## Statistik
| Klubb               | Säsong             | Liga                               | Liga    | Liga | Nationell cup | Nationell cup | Totalt  | Totalt |
| Klubb               | Säsong             | Division                           | Matcher | Mål  | Matcher       | Mål           | Matcher | Mål    |
| ------------------- | ------------------ | ---------------------------------- | ------- | ---- | ------------- | ------------- | ------- | ------ |
| IFK Västerås        | 2016               | Division 4 Västmanland             | 15      | 5    | —             | —             | 15      | 5      |
| IFK Västerås        | 2017               | Division 4 Västmanland             | 11      | 4    | —             | —             | 11      | 4      |
| IFK Västerås        | Totalt             | Totalt                             | 26      | 9    | —             | —             | 26      | 9      |
| Irsta IF (lån)      | 2016               | Division 5 Västmanland             | 1       | 0    | —             | —             | 1       | 0      |
| Västerås SK         | 2017               | Ettan Norra                        | 8       | 0    | 0             | 0             | 8       | 0      |
| Västerås SK         | 2018               | Ettan Norra                        | 4       | 0    | 2             | 0             | 6       | 0      |
| Västerås SK         | 2019               | Superettan                         | 0       | 0    | 3             | 0             | 3       | 0      |
| Västerås SK         | 2020               | Superettan                         | 20      | 0    | 4             | 0             | 24      | 0      |
| Västerås SK         | 2021               | Superettan                         | 9       | 0    | 0             | 0             | 9       | 0      |
| Västerås SK         | Totalt             | Totalt                             | 41      | 0    | 9             | 0             | 50      | 0      |
| Skiljebo SK (lån)   | 2018               | Division 2 Norra Svealand          | 4       | 1    | 0             | 0             | 4       | 1      |
| Enköpings SK (lån)  | 2019               | Division 2 Norra Svealand          | 12      | 1    | 0             | 0             | 12      | 1      |
| Nyköpings BIS (lån) | 2019               | Ettan Norra                        | 7       | 0    | 0             | 0             | 7       | 0      |
| Vejle BK            | 2021/2022          | Superligaen                        | 14      | 0    | 4             | 1             | 18      | 1      |
| Örebro SK (lån)     | 2022               | Superettan                         | 11      | 1    | 1             | 0             | 12      | 1      |
| Cork City (lån)     | 2023               | League of Ireland Premier Division | 24      | 2    | 1             | 0             | 25      | 2      |
| Koper               | 2023/2024          | Prva slovenska nogometna liga      | 4       | 0    | 1             | 0             | 5       | 0      |
| Varbergs BoIS       | 2024               | Superettan                         | 13      | 2    | 1             | 0             | 14      | 2      |
| Totalt i karriären  | Totalt i karriären | Totalt i karriären                 | 157     | 16   | 17            | 1             | 174     | 17     |

## Meriter
Västerås SK
- Ettan Norra (1): 2018